# Cantó de Saint-Trivier-de-Courtes
El cantó de Saint-Trivier-de-Courtes era una divisió administrativa francesa del departament de l'Ain. Comptava amb 12 municipis i el cap era Saint-Trivier-de-Courtes. Va desaparèixer el 2015.

## Municipis
- Cormoz
- Courtes
- Curciat-Dongalon
- Lescheroux
- Mantenay-Montlin
- Saint-Jean-sur-Reyssouze
- Saint-Julien-sur-Reyssouze
- Saint-Nizier-le-Bouchoux
- Saint-Trivier-de-Courtes
- Servignat
- Vernoux
- Vescours

## Història
| Data d'elecció                           | Identitat          | Partit                    | Qualitat |
| ---------------------------------------- | ------------------ | ------------------------- | -------- |
| 1945-1961                                | Henri Maîtrepierre | radical                   |          |
| 1961-1967                                | Maurice Billoud    | Divers droite, després CD |          |
| 1967-1979                                | Pierre Perrin      | FGDS, després PS          |          |
| 1979-2008                                | Jean Pépin         | UDF, després UMP          |          |
| 2009-2015                                | Armel Morel        | Divers droite             |          |
| les dades anteriors no són pas conegudes |                    |                           |          |
|                                          |                    |                           |          |

## Demografia
| A partir de 1990: Població sense dobles comptes |